# カモ (ボリシェヴィキ)
カモ（ロシア語: Камо）、本名シモン・アルシャコヴィチ・テル＝ペトロシャン（ロシア語: Симон Аршакович Тер-Петросян、アルメニア語: Սիմոն Տեր-Պետրոսյան〈シモン・テル＝ペトロシアン〉、グルジア語: სიმონ არშაკის ძე ტერ-პეტროსიანის〈シモン・アルシャキス・ゼ・テル＝ペトロシアニ〉、1882年5月27日 - 1922年7月14日）は、アルメニア人のオールド・ボリシェヴィキ。後にソビエト連邦の指導者となったヨシフ・スターリンとは幼なじみであった。
変装の名手であった彼は、1903年から1912年にかけて、おもに当時ロシア帝国の一部であったグルジア（現在のジョージア国）において、ロシア社会民主労働党のボリシェヴィキ派のために多数の軍事作戦を実行した。中でも特に有名なのは、ボリシェヴィキ指導部が党活動資金を獲得するために計画し、カモが中心的役割を担った1907年チフリス銀行強盗事件である。一連の軍事活動のために、カモは1907年にベルリンで逮捕され、投獄されたが、ドイツでも、また後にはロシアでも、獄中では発狂したふりをして通し、脱獄して、国外へ逃れた。カモは1912年に武装強盗未遂で再び逮捕され、死刑を宣告された。しかし、この死刑判決は、ロマノフ朝300周年記念祝賀による恩赦で終身刑に減刑された。
1917年の2月革命後、カモは解放された。カモは1922年に、チフリスで自転車に乗っていたところ、トラックに撥ねられて死んだ。死後、カモの遺体はティフリスのイェレヴァン広場（現在の自由広場（タヴィスプレバ広場））に近いプーシキン公園に埋葬され、記念碑が建立されたが、後にこの記念碑はスターリン時代に撤去され、遺体も別の場所に移され行方不明となった。
「カモ」という偽名は、テル＝ペトロシャンがロシア語が苦手だったことに由来している。子供の頃、学校の授業で、テル＝ペトロシャン少年は教師に「何？」«Чему?» と尋ねようとして、「誰に？」«Камо?» と言ってしまった。この間違いは、生徒たちの間で大いにウケたので、以降、かれは終生「カモ」として知られるようになった。